# Lily Travers

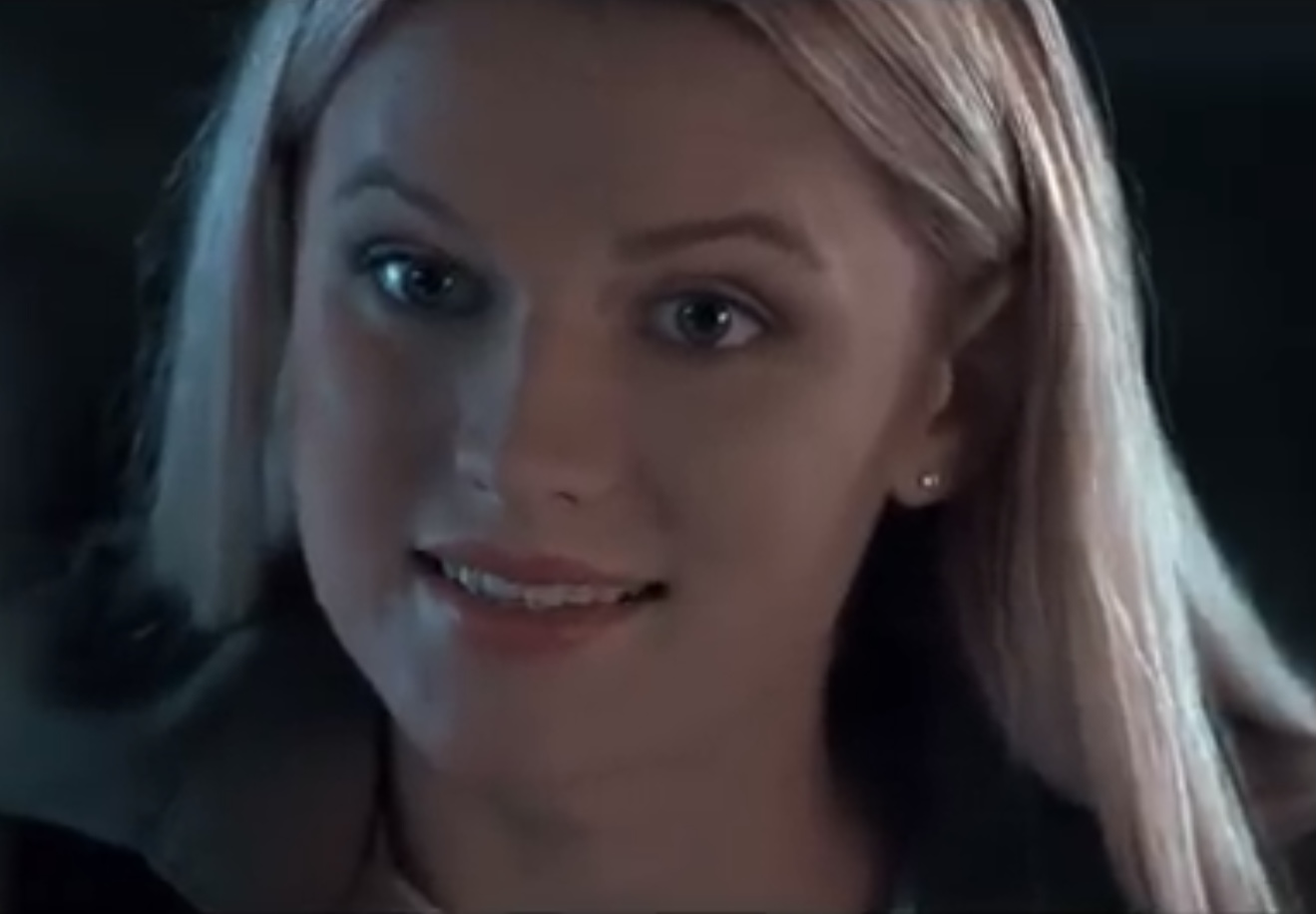
Lily Travers

Lily Annabelle Lindon Travers (* 1990 in Croydon) ist eine britische Schauspielerin.

## Leben und Karriere
Travers wurde 1990 in Croydon geboren. Sie ist die Enkelin der Schauspielerin Virginia McKenna und die Tochter Bill Travers. Sie studierte Englisch an der Durham University. Ihr Debüt gab sie in einer Folge in Doctors. Anschließend war sie 2014 in Kingsman: The Secret Service zu sehen. Außerdem bekam Travers 2017 in Der Stern von Indien eine Hauptrolle. Unter anderem spielte sie in der dritten Staffel von Victoria mit. 2022 setzte sie ihre Karriere in Sandman fort.
Derzeit lebt Travers in Fulham und ist Vegetarierin.

## Filmografie (Auswahl)
Filme
- 2014: Travellers
- 2014: Kingsman: The Secret Service
- 2015: Edge of Sleep
- 2016: Golden Years
- 2016: Ein ganzes halbes Jahr (Me Before You)
- 2017: Der Stern von Indien (Viceroy’s House)
- 2020: Die Misswahl – Der Beginn einer Revolution (Misbehaviour)

Serien
- 2013: Doctors
- 2017: Brussel
- 2017: Still Star-Crossed
- 2019: Victoria
- 2022: Sandman